# Comic Yuri Hime
Ne doit pas être confondu avec Comic Yuri Hime S.
Comic Yuri Hime (コミック百合姫, Komikku Yuri Hime, littéralement bande dessinée de Princesse Lys) est un magazine d'anthologie de mangas publié au Japon par Ichijinsha. Le premier volume a été publié en juillet 2005. Le magazine était trimestriel jusqu'à la fin de 2010, puis bimestriel (les mois impaires) de janvier 2011 à décembre 2016 et finalement publié mensuellement à partir de janvier 2017.
C'est le successeur de Yuri Shimai et il présente des mangas avec la même thématique yuri (lesbianisme). Comic Yuri Hime dépendait financièrement de Monthly Comic Zero Sum, mais à partir de 2008 le magazine est devenu indépendant. Pour fêter cela, le onzième volume, publié le 18 janvier 2008, inclut un supplément appelé Petit Yuri Hime, une collaboration d'artistes de Comic Yuri Hime, Comic Yuri Hime S et Yuri Hime: Wildrose. Comic Yuri Hime S est l'équivalent de Comic Yuri Hime destiné aux hommes. Le lectorat de Comic Yuri Hime était composé à environ 70 % de femmes, mais depuis sa fusion avec le Comic Yuri Hime S en 2010, il est maintenant composé a 60% d'hommes.

## Mangas publiés
La majorité des mangas publiés dans Yuri Hime sont des one-shots, mais il y a plusieurs de ces histoires qui sont publiées en tant que série à part entière. La plupart des volumes reliés et publiés sous le label Yuri Hime sont des collections de one-shots qu'un mangaka a dessiné pour le magazine.
- Ameiro Kouchakan Kandan (Miyabi Fujieda)
- Aoi Shiro (Tomoyuki Fumotogawa et Pochi Edoya)
- Apple Day Dream (Nene Jounouchi)
- Citrus (Saburouta)
- Clover (Hiyori Otsu)
- Creo the Crimson Crisis (Takewakamaru)
- Epitaph (Aya Syouoto)
- First Love Sisters (Mizuo Shinonome)
- Hanjuku Joshi (Akiko Morishima)
- Haru Natsu Aki Fuyu (Taishi Zaō et Eiki Eiki)
- Himitsu Shōjo (Chi-Ran)
- Inugami-san to Nekoyama-san (Kuzushiro) (en cours)
- Kawaii Anata (Hiyori Otsu)
- Kotonoha no miko to kotodama no majo to (Miyabi Fujieda)
- Kuchibiru Tameiki Sakurairo (Milk Morinaga)
- Mermaid Line (Renjūrō Kindaichi)
- Nanami and Misuzu (Sunao Minakata)
- NTR: Netsuzou Trap (Kodama Naoko)
- Otome Cake (Mako Takahashi)
- Rakuen no Jōken (Akiko Morishima)
- Shōjo Bigaku (Chi-Ran)
- Simoun (Hayase Hashiba)
- Strawberry Shake Sweet (Shizuru Hayashiya)
- Tachibana-kan to rai anguru (Merryhachi)
- Tokimeki Mononoke Jogakuen (Banana Nangoku)
- Voiceful (Nawoko)
- Watashi ni tenshi ga maiorita! (Nanatsu Mukunoki)
- Yoruzora no Ōji to Asayake no Hime (Mera Hakamada)
- YuruYuri (Namori) (en cours)
- ZettaixRoman (Moony Muttri)